# ベティ・ブープ

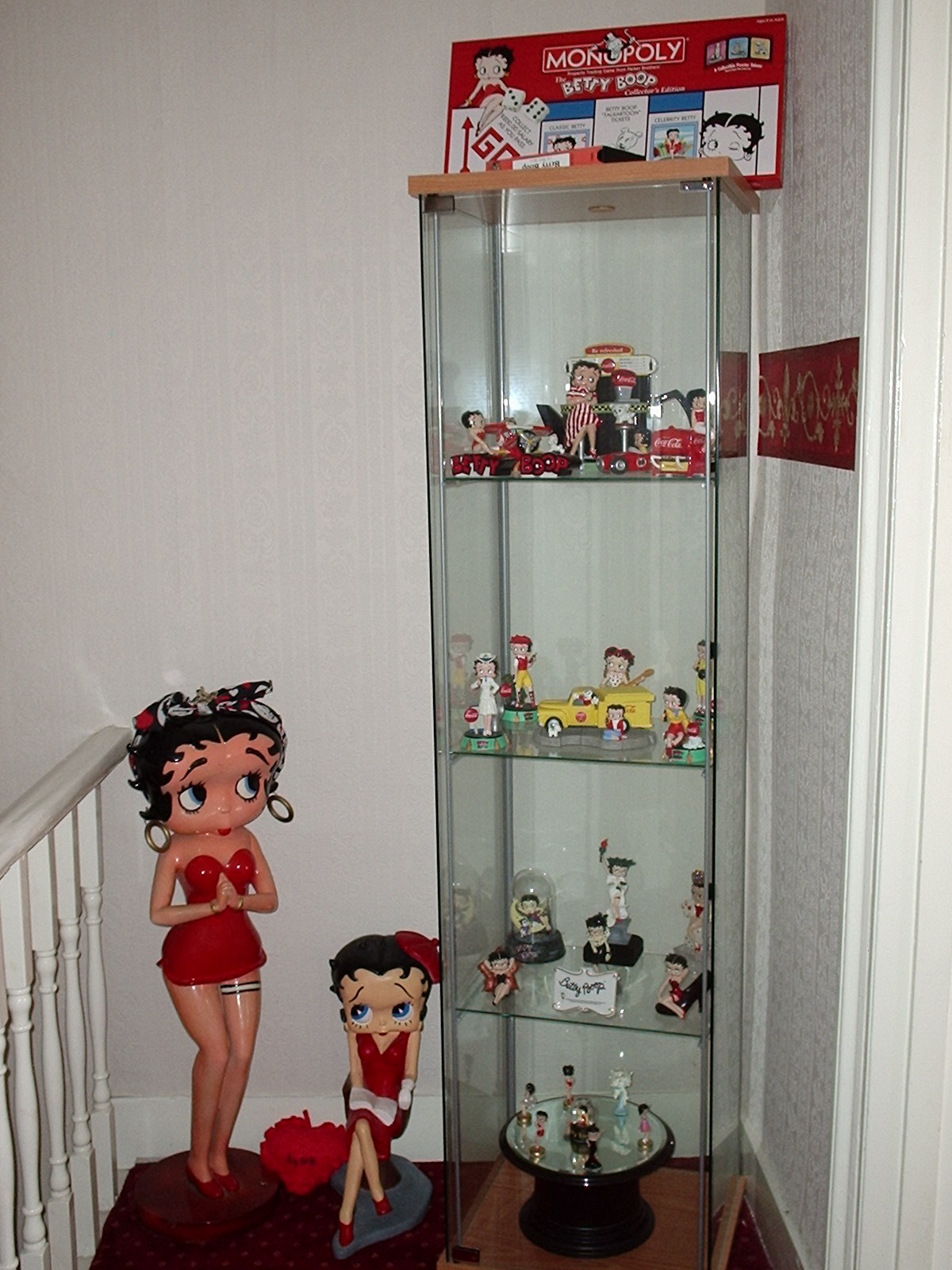
ベティ・ブープ人形のコレクション。

ベティ・ブープ（英語: Betty Boop）は、マックス・フライシャーにより制作されパラマウント映画から配給された一群のアニメーション映画に登場する、架空の少女キャラクターである。

## 概要
ベティが出演したアニメーション映画は、1巻ものと呼ばれるフィルム・リール1巻の6分から10分程度の短編で、1934年の『ベティのシンデレラ』（原題：Poor Cinderella）を除き、そのすべてが白黒である。
第二次世界大戦の直後には劇場で上映されることはなかったが、後に日本テレビが過去に制作されたベティ映画を『ベティちゃん』と題して放送した。同局はまず毎週木曜 19:00 - 19:30 （日本標準時）の『ニコニコまんが劇場』枠で『ベティちゃん』を放送した後、1959年5月7日から同年12月24日までその後番組として『ベティちゃん』を単独放送した。単独番組化してからは大正製薬の一社提供で放送されていた。
1977年には、味の素マヨネーズのイメージキャラクターになった。その翌年には、東京12チャンネル（現・テレビ東京）で毎週月曜 - 金曜 19:15 - 19:20 に放送されていた。日本においても、ベティ・ブープのキャラクターは幅広い年齢層に親しまれている。ナレーションは曽我部和恭が担当。
過去にカートゥーンネットワークで放送された実績があり、日本語字幕版で放送された。
NHK BS2では、『ベティ・ブープのハリウッド・ミステリー（Betty Boop's Hollywood Mystery）』をサンデーアニメ劇場で放送したことがある。
いとこに、バジー・ブープ（Buzzy Boop）がいる。帽子をかぶった三つ編みの女の子で、いたずらが大好きでベティを困らせるが、根は優しい。全作中、「Buzzy Boop at the Concert」（1938）の一話にしか登場しない。声優はKate Wright。

## 初期作品

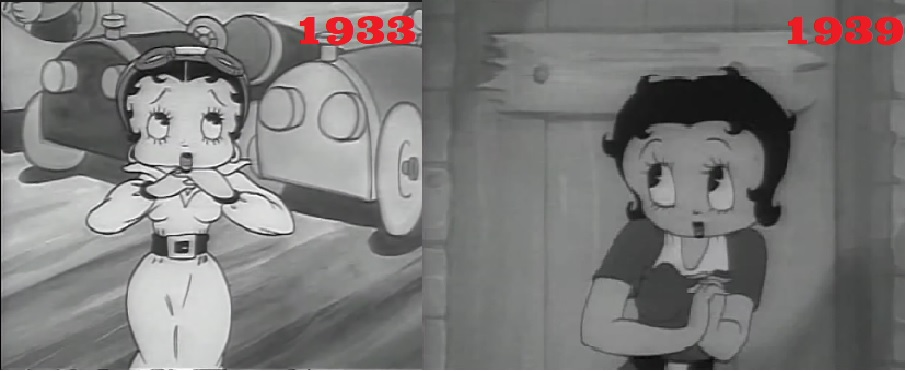
1933年と1939年のベティ・ブープ

1930年8月9日に、フライシャー兄弟による『トーカートゥーン』（原題：Talkartoon）シリーズ6番目の作品『まぶしい皿』（原題：Dizzy Dishes）で、ベティ・ブープは銀幕へのデビューを飾った。後にウォルト・ディズニーやウォルター・ランツの下でアニメーターとして活躍するグリム・ナトウィックにより、パラマウント映画の作品に女優として出演していた女性歌手ヘレン・ケインをモデルにして、ベティは創造された。しかしながら、その時のベティは今日知られているような姿ではなかった。当時の一般的な慣習に従って、ナトウィックはこの新キャラクターをフレンチ・プードルとしてデザインしたのである。
後になって、ナトウィックはベティの外見がかなり醜悪であることを認めざるを得なくなった。1932年の作品『ビン坊の屑屋』（原題：Any Rags?）において、ナトウィックはベティを人間としてデザインし直した。プードルの垂れ耳はイアリングとなり、ふわふわした体毛はボブヘアーとなった。ベティは頭よりもハートを重んじるおてんば娘として、10本のアニメーション作品で脇役を演じた。個々の作品ではベティはナンシー・リー（Nancy Lee）やナン・マクグリュー（Nan McGrew）と呼ばれ、多くの場合犬のビン坊の恋人役として登場した。彼女は1931年の「Screen Songs」シリーズの一作『大学の人気娘』（原題：Betty Coed）にもベティの名で登場しているものの、彼女が正式に「ベティ・ブープ」の名を授けられたのは、1932年の短編映画『花形ベティ』（原題：Stopping the Show）からである。また、この短編は『トーカートゥーン』シリーズではなく、「ベティ・ブープ」シリーズの正式な第一作であった。
初期のシリーズでは、複数の声優がベティの声を演じたが、1931年にメイ・クェステルがベティ役を演じて以降は、彼女がベティの声優として定着することになった。

## 今日のベティ
U.M.&M.テレビと、後にはNTAの放送網により、1950年代にテレビを介して、ベティ・ブープは再び観衆の前に姿を現した。U.M.&M.とNTAはパラマウント映画のロゴを取り除くなどしてオープニングを改変したが、山並みが表示される箇所は、テレビ用のプリントでもU.M.&M.のコピーライトを付けて残しておいた。
1960年代のカウンターカルチャー運動でもベティは取り上げられた。NTAはベティ作品の権利を買い取り、「The Betty Boop Show」としてカラー化された作品を再放送した。韓国で行われたベティ映画のカラー化に際しては、フライシャー本来のフルアニメーションではなく、動作と作画を簡略化したリミテッドアニメーションが使用されたことから、後に『ポパイ』で同様のカラー化を行ったターナー・エンターテインメントの事例と、同様の論議が巻き起こった。また、韓国製のカラー版ベティ映画では、オリジナル版の実写パートや性的なシーンの多くがカットされている。
アイヴィー・フィルムによる『The Betty Boop Scandals of 1974』と題されたベティ短編の傑作集は、それなりの成功を収めた。1980年にはNTAから、別の短編集『Hurray for Betty Boop』が発売された。1980年代にベティ・ブープは市場から再発見され、現在では（初期のセクシーさを備えた）ベティのキャラクター商品が広く流通している。
1988年のアカデミー賞映画『ロジャー・ラビット』におけるカメオ出演で、ベティ・ブープは半世紀ぶりに銀幕への復帰を成し遂げた。なお、サブキャラクターである図々しいセールスマンのキャラクター“ウィッフル・ピッフル”も短いながらカメオ出演している。この映画では、制作者によりベティのヌード姿が1フレームだけ加えられているという噂が流れた。仮にこの噂が事実であったとしても、現在のホームビデオ用の版ではそのフレームは差し替えられているようである。
『ベティ・ブープ』シリーズは時代を通じて好意的に評価され続けており、1933年の短編『ベティの白雪姫』（原題：Snow White）は、1994年にアメリカ議会図書館によりアメリカ国立フィルム登録簿に収録された。ベティ・ブープ本人の人気も今なお健在であり、漫画『ドゥーンズベリー』に登場するB.D.の妻ブープシーや、カートゥーンアニメ『ドローン・トゥゲザー』のトゥート・ブラウンスタイン (Toot Braunstein) のようなキャラクターに広く影響を与えている。ブロードウェイでは、アンドリュー・リッパ作曲によるベティ・ブープのミュージカルの上演が予定されている。
日本では、ネットカード（旧・オリエント信販）が運営していた「ベティ・ローン」のイメージキャラクターになった。
ベティ・ブープ作品の幾つかはパブリックドメインになっており、インターネットアーカイブで閲覧可能である（外部リンク参照）。

## 作品リスト
「ベティ・ブープ」シリーズは2010年に宝島社からDVDボックスが発売された(現在廃盤)ことを皮切りに、その他のアニメ作品を複数収録したパブリックドメインDVDでもベティ関連の作品が収録されるようになった。この項では、日本国内で販売されているDVDで視聴することが可能な作品を表記している。
| アメリカ公開年日 | 邦題                                 | 原題                                                |
| ---------------- | ------------------------------------ | --------------------------------------------------- |
| 1931年5月23日    | 困った問題                           | Silly Scandals                                      |
| 1931年7月24日    | ビンボーの入会                       | Bimbo's Initiation                                  |
| 1931年12月12日   | 赤ずきんちゃん                       | Dizzy Red Riding Hood                               |
| 1932年8月19日    | ベティのビジー・ビー                 | Betty Boop's Bizzy Bee                              |
| 1932年9月23日    | ベティのバンブー小島                 | Betty Boop's Bamboo Isle                            |
| 1932年11月25日   | 悪者のお前がいなくなればすっきりする | I'll Be Glad When You're Dead You Rascal You        |
| 1933年2月17日    | ベティの運命判断                     | Is My Palm Read                                     |
| 1933年3月31日    | 白雪姫                               | Snow-White                                          |
| 1933年6月2日     | ボス                                 | Betty Boop's Big Boss                               |
| 1933年6月23日    | さあ女の子も男の子もおいで           | Mother Goose Land                                   |
| 1933年8月4日     | ベティと山男                         | The Old Man of the Mountain                         |
| 1933年12月1日    | おもちゃのパレード                   | Parade of the Wooden Soldiers                       |
| 1934年4月6日     | 間違いだらけの国                     | Betty in Blunderland                                |
| 1934年5月18日    | 大スター ベティ                      | Betty Boop's Rise to Fame                           |
| 1934年8月3日     | ベティのシンデレラ                   | Poor Cinderella                                     |
| 1934年8月17日    | 兵隊さんってすてき                   | There's Something About a Soldier                   |
| 1935年5月24日    | ベティの愛の権利                     | No! No! A Thousand Times No!!                       |
| 1935年6月21日    | お風呂なんて大嫌い                   | A Little Soap and Water                             |
| 1935年7月19日    | ベティ 日本へ行く                    | A Language All My Own                               |
| 1935年8月16日    | グランピーの家に行くのさ             | Betty Boop and Grampy                               |
| 1935年9月20日    | 悪い人にはおしおきを                 | Judge for a Day                                     |
| 1935年10月18日   | ベティと愉快な赤ちゃん               | Making Stars                                        |
| 1935年11月22日   | ベティの悪戯小僧                     | Betty Boop with Henry, the Funniest Living American |
| 1936年1月31日    | ベティとリトルキング                 | Betty Boop and the Little King                      |
| 1936年3月27日    | ベティのダイエット                   | Betty Boop and Little Jimmy                         |
| 1936年7月17日    | パジーとブルドッグ                   | You're Not Built That Way                           |
| 1936年11月20日   | 人の心をもって                       | Be Human                                            |
| 1937年1月17日    | ベティの大そうじ                     | House Cleaning Blues                                |
| 1937年3月12日    | 押し売りはおことわり                 | The Hot Air Salesman                                |
| 1937年5月14日    | やきもちパジー                       | Pudgy Picks a Fight!                                |
| 1939年3月31日    | ベティの自動車病院                   | So Does an Automobile                               |
| 1939年5月12日    | ベティと陽気な音楽隊                 | Musical Mountaineers                                |

## その他
- 日本では1935年に市川春代が、「ベティ・ブープ」の曲名でベティ・ブープのテーマ曲をカバーした（日本語詞：西五郎）。
- 日本の歌手・アリス浜田は、「ニッポン・ベティ・ブープ」と名乗っていた。

## 担当した声優

### フライシャーによるオリジナル版
- メエ・ケステル（英語版） (1908-1998) - 「ベティ・ブープ」シリーズ Mysterious Mose (1930) から最終作 Rhythm on the Reservation (1939) まで 110本でベティの声を演じ、ベティ・ブープがカメオ出演した1988年の『ロジャー・ラビット』でもベテイ・ブープの声を演じた。カラー作品が多くなり、あぶれっぱなし（干されている状態）とぼやいていた。『ベティ・ブープ』の終了後には、『ポパイ』シリーズのオリーブ・オイルの声を演じている。

### その他の英語版
- デジレ・ゴイエット（英語版） - 『The Romance of Betty Boop』（1985年）
- メリッサ・ファーン（英語版） - 『Betty Boop's Hollywood Mystery』（1989年）
- サンディ・フォックス - ユニバーサル・スタジオ・ハリウッド（1992 - 1999年）

### 日本語版吹き替え
- 向井真理子[2]（1960年代 - 1970年代のテレビ版、大陸書房より発売のVHS、大映より発売のVHS）
- 坂本千夏（『ロジャー・ラビット』日本語吹き替え版）
- 堀川早苗（WOWOW版）
- 水谷優子 (IVC版)
- ？（ベティローンCM版）